# Mannophryne vulcano
Mannophryne vulcano es una especie de anfibio anuro de la familia Aromobatidae.

## Distribución geográfica
Esta especie es endémica del estado de Miranda en Venezuela. Habita en Baruta a una altitud de 1060 m sobre el Cerro El Volcán en la Cordillera de la Costa.

## Publicación original
- Barrio-Amorós, Santos & Molina, 2010 : An addition to the diversity of dendrobatid frogs in Venezuela: description of three new collared frogs (Anura: Dendrobatidae: Mannophryne). Phyllomedusa, vol. 9, n.º 1, p. 3-35[3]